# Welcome to the Heartbreak Hotel
Welcome to the Heartbreak Hotel è il secondo album in studio della cantante tedesca C. C. Catch, pubblicato nel 1986.

## Tracce
1. Heartbreak Hotel – 3:40
2. Picture Blue Eyes – 3:35
3. Tears Won't Wash Away My Heartache – 4:24
4. V.I.P (They're Callin' Me Tonight) – 3:33
5. You Can't Run Away From It – 3:17
6. Heaven and Hell – 3:46
7. Hollywood Nights – 3:17
8. Born on the Wind – 3:55
9. Wild Fire – 3:42
10. Stop – Draggin' My Heart Around – 3:09